# Guillermo Smith Somariba
Guillermo Smith Somariba fue un escritor español.

## Biografía
Nació en la ciudad española de Cádiz, hijo de Guillermo Smith Rincón y Clotilde Somariba Boom. Fue autor de Calles y plazas de Cádiz (1913), subtitulado «apuntes acerca del origen de sus nombres y de sus variaciones». De 445 páginas, tenía por objetivo, según apuntaba Jerónimo Bécker y González en una crítica remitida a la Real Academia de la Historia, «dar á conocer las vicisitudes por que han pasado las calles y plazas de Cádiz, nombre que sucesivamente han tenido éstas, significado de cada uno de ellos, y casas y calles que han desaparecido para dar lugar á nuevas vías ó al ensanche de las existentes».